# Урманай
Урмана́й (рос. Урманай) — присілок у складі Кемеровського округу Кемеровської області, Росія.

## Населення
Населення — 3 особи (2010; 3 у 2002).
Національний склад (станом на 2002 рік):
- росіяни — 67 %
- татари — 33 %